# Drágffy Gáspár
Bélteki Drágfi Gáspár  (Erdőd, 1506 - ?, 1545. január 25.) főispán.

## Élete
Drágfi Gáspár 1506-ban született a Szatmár vármegyei Erdődön. Apja Bélteki Drágfi János, anyja Váradi Anna voltak. Egy öccse volt; az 1507-ben született Boldizsár. Gáspár 1529-ben a somlyói Báthori István erdélyi vajda leányát, Annát vette feleségül, két fiuk született. György (1552-ben főispán, 1555-ben halt meg) és (1544-ben) János.
Gáspár Erdődön, ősi birtokán élt, mely már 1392-ben is ősei birtoka volt. 1530-ban apja utódaként Kraszna- és Közép-Szolnok vármegye főispánja volt. Egyike volt azoknak, akik nejével: somlyói Báthori István erdélyi vajda leányával Annával együtt a reformációt először elfogadták és pártolták.
Egy 1545-ben kelt adóösszeírásban fennmaradt Drágfi Gáspár itteni birtokleírása, illetve jobbágyainak adóösszeírása, mely szerint: patakfalvi, örményesi, kolbászfalvi, solymosi, köődi, borzlyuki, felsőberekszói, alsóberekszói, egerbegyi, középsővárczai jobbágyai 1–1, csáni, usztatói, alsószopori, felsőszopori, kucsói, felsőszivágyi, nagybaboczai, nagyszegi, alsószivágyi, alsóvárczai, felsővárczai, tótfalusi, kisnyiresi jobbágyai 2–2, etei, bajomi, mojgrádi, nagy-goroszlói, kisgoroszlói, tóháti, bikáczai, gardánfalvi jobbágyai 3–3, brédi, paptelki, szélszegi, illésfalvi, dabjoni jobbágyai 4–4, fürményesi, horváti, györteleki, égerháti jobbágyai 6–6, náprádi, paczali, inói, széplaki jobbágyai 8–8, ardói, sülemedi jobbágyai 9–9, királyterebesi jobbágyai 10, görcsöni jobbágyai 11, monói jobbágyai 13, udvarhelyi jobbágyai 16, csehi jobbágyai 80 kapuszámnyi adót fizettek, mosóbányai jobbágyait egy kapu után sem adóztatták meg; Vadafalván az ő részén csak 2 szabadost találtak.
Gáspár birtoka volt a Kraszna vármegyei Ilosván levő Péterága is nemesi kuriával. 1544. január 29-én Ferdinánd király meghagyta a leleszi konventnek, hogy Gáspárt és Andrást, a János király megerősítette oklevél alapján iktassa be Pér, Ete, Sződemeter, Úsztató, Hadad, Horvát, Széplak, Csán, Vicsa és Alsószopor és Felsőszopor részjószágokba, amit a konvent még ez évben teljesít is, de Csáki Zsófia özvegy Csire Ferencné, Bethleni Farkas, Valkai Miklós, Erdőhegyi Imréné Margit, Csaholyi Péterné Hedvig, Sarmasági Lászlóné Erzsébet és a váradi püspök ellentmondanak, kiket a konvent ezért megidézett.
1545-ben tett végrendeletében nejét somlyai Báthory Annát és fiait: IV. Györgyöt és IV. Jánost I. Ferdinánd király pártfogásába ajánlotta.
1545. január 25-én halt meg.